# Lukas Sieper
Lukas Sieper (nascido em 1997) é um político alemão líder do Partido do Progresso. Nas eleições para o Parlamento Europeu de 2024, foi eleito Membro do Parlamento Europeu.